# ریچارد آرمسترانگ
ریچارد آرمسترانگ (انگلیسی: Richard Armstrong; ۱۷۸۲ – ۳ مارس ۱۸۵۴) فرد نظامی اهل پادشاهی بریتانیای کبیر بود. وی همچنین برندهٔ جوایزی همچون نشان حمام شده‌است.